# Waalse Pijl 1989
De 53e editie van de Waalse Pijl (ook wel bekend als La Flèche Wallonne) werd gehouden op woensdag 12 april 1989. Het parcours had een lengte van 253 kilometer. De start lag in Spa en de finish was op de top van de Muur van Hoei. Van de 179 gestarte renners bereikten 63 coureurs de eindstreep.

## Verloop
De Belg Claude Criquielion won deze wedstrijd in zijn eigen streek in Wallonië voor de tweede keer. Zijn eerste zege was in 1985.
Bij de beklimming van de Côte de Ahin, ruim 10 kilometer voor het einde, koos de Nederlander Steven Rooks voor de aanval. Alleen Criquielion kon aanpikken uit de kopgroep van zeven renners.
Samen reden ze naar de voet van de Muur van Hoei, waar de laatste klim van 800 meter naar de finish begon. Op het steilste stukje, met een stijging van bijna 20 procent, sloeg de Belgische renner zijn slag. Rooks moest passen en Criquielion kwam alleen boven met 13 seconden voorsprong.
De Belg Wim Van Eynde eindigde als derde, vlak voor zijn ploeggenoot Sammie Moreels.

## Uitslag
| Waalse Pijl 1989 |                    |                        |          |
| Plaats           | Naam               | Ploeg                  | Tijd     |
| Winnaar          | Claude Criquielion | Hitachi-Merckx-Mavic   | 6u29'30" |
| 2                | Steven Rooks       | PDM-Ultima-Concorde    | + 13"    |
| 3                | Wim Van Eynde      | Lotto-Vitus-Assos      | + 46"    |
| 4                | Sammie Moreels     | Lotto-Vitus-Assos      | + 48"    |
| 5                | Marc Madiot        | Toshiba-Kärcher-Look   | + 55"    |
| 6                | Ronan Pensec       | Z-Peugeot              | + 1'03"  |
| 7                | Miguel Indurain    | Reynolds-Banesto       | + 1'28"  |
| 8                | Claudio Chiappucci | Carrera-Vagabond       | + 1'32"  |
| 9                | Jacques Decrion    | Système U-Raleigh-Fiat | + 1'35"  |
| 10               | Luc Roosen         | Histor-Sigma           | + 1'56"  |

1936 · 1937 · 1938 · 1939 · 1940 · 1941 · 1942 · 1943 · 1944 · 1945 · 1946 · 1947 · 1948 · 1949 · 1950 · 1951 · 1952 · 1953 · 1954 · 1955 · 1956 · 1957 · 1958 · 1959 · 1960 · 1961 · 1962 · 1963 · 1964 · 1965 · 1966 · 1967 · 1968 · 1969 · 1970 · 1971 · 1972 · 1973 · 1974 · 1975 · 1976 · 1977 · 1978 · 1979 · 1980 · 1981 · 1982 · 1983 · 1984 · 1985 · 1986 · 1987 · 1988 · 1989 · 1990 · 1991 · 1992 · 1993 · 1994 · 1995 · 1996 · 1997 · 1998 · 1999 · 2000 · 2001 · 2002 · 2003 · 2004 · 2005 · 2006 · 2007 · 2008 · 2009 · 2010 · 2011 · 2012 · 2013 · 2014 · 2015 · 2016 · 2017 · 2018 · 2019 · 2020 · 2021 · 2022 · 2023 · 2024 · 2025 · 2026
Lijst van beklimmingen